# サン・マンゴ・ダクイーノ
サン・マンゴ・ダクイーノ（イタリア語: San Mango d'Aquino）は、イタリア共和国カラブリア州カタンザーロ県にある、人口約1,500人の基礎自治体（コムーネ）。

## 地理

### 位置・広がり

#### 隣接コムーネ
隣接するコムーネは以下の通り。
- クレート (CS)
- マルティラーノ・ロンバルド
- ノチェーラ・テリネーゼ

## 行政

### 分離集落
サン・マンゴ・ダクイーノには、以下の分離集落（フラツィオーネ）がある。
- Buda, Madonna, Prunu, Chiani Milu, Destre, Tribbiti, Carpanzano, Croce del Mulino, San Giuseppe, Piazza, Sacchi, Castagnari, Arella